# 巴利 (加来海峡省)
巴利（法語：Barly，法語發音：[baʁli]）是法国上法蘭西大區加来海峡省的一个市镇，属于阿拉斯区。

## 地理
巴利（50°14'59"N, 2°32'49"E）面积6.15 平方千米，位于法国上法蘭西大區加来海峡省，该省份为法国北部沿海省份，西北濒北海，南至索姆省，东临北部省。
与巴利接壤的市镇（或旧市镇、城区）包括：阿韦讷勒孔特、索尔蒂、松布兰、巴万库尔、福瑟。

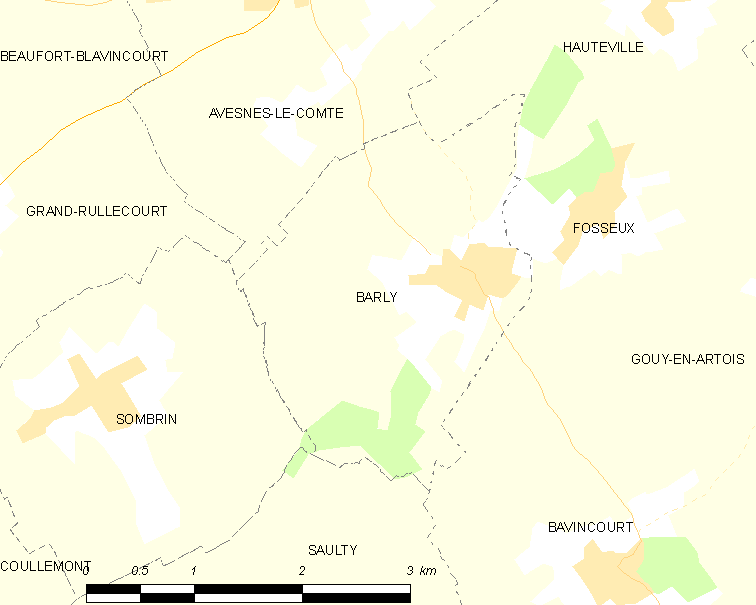
的OSM定位图

巴利的时区为UTC+01:00、UTC+02:00（夏令时）。

## 行政
巴利的邮政编码为62810，INSEE市镇编码为62084。

## 政治
巴利所属的省级选区为阿韦讷勒孔特县。

## 人口

1962-2008年间人口变化图示

巴利于2022年1月1日时的人口数量为203人。